# Zmarli w marcu 2011

## Marzec 2011
- 31 marca
  - Gil Clancy, amerykański trener i menedżer bokserski[1]
  - Claudia Heill, austriacka judoczka[2]
  - Orest Pęgierski, polski samorządowiec i prawnik, żołnierz NOW, burmistrz gminy Wawer (1994–1995)[3]
  - Krzysztof Rossman, polski żołnierz podziemia antykomunistycznego, syn Henryka Rossmana[4]
  - Zuzanna Stromenger, polski biolog, publicystka, obrończyni praw zwierząt[5]
  - Jerzy Tomaszewski, polski dziennikarz[6]
- 30 marca
  - Marian Barbach, polski działacz społeczny i kombatancki, kolekcjoner militariów i specjalista w dziedzinie wojskowości[7]
  - Ludmiła Gurczenko, rosyjska aktorka[8]
  - Maria Wiktoria Kwiatowska, polski pedagog, odznaczona Medalem Sprawiedliwy Wśród Narodów Świata[9]
- 29 marca
  - José Alencar, brazylijski przedsiębiorca, polityk, wiceprezydent (2003-2010)[10]
  - Xavier Deniau, francuski polityk i urzędnik państwowy, parlamentarzysta krajowy i europejski[11]
  - Edith Klestil, austriacka pierwsza dama, żona Thomasa Klestila[12]
  - Ewa Nowacka, polska powieściopisarka[13]
- 28 marca
  - Supjan Abdułłajew, czeczeński polityk, wiceminister bezpieczeństwa, minister finansów[14]
  - Leon Gmur, polski polityk, poseł na Sejm PRL VIII kadencji (1980–1985)[15]
  - Lee Hoiby, amerykański kompozytor[16]
  - Marian Koziej, polski specjalista nauk rolniczych, rektor Wyższej Szkoły Pedagogicznej w Kielcach[17]
- 27 marca
  - Clement Arrindell, polityk Saint Kitts i Nevis, gubernator generalny[18]
  - Farley Granger, amerykański aktor[19]
  - Henry R. F. Keating, brytyjski pisarz[20]
- 26 marca
  - Paul Baran, amerykański informatyk, jeden z twórców internetu[21]
  - Harry Coover, amerykański wynalazca kleju Super Glue[22]
  - Geraldine Ferraro, amerykańska polityk[23]
  - František Havránek, czeski trener piłkarski[24]
  - Yrjö Hietanen, fiński wioślarz, dwukrotny złoty medalista olimpijski[25]
  - Diana Wynne Jones, brytyjska pisarka[26]
  - Kazimierz Macioch, polski zapaśnik, olimpijczyk[27]
  - Roman Piętka, polski archimandryta, duchowny obrządku bizantyjsko-słowiańskiego[28]
  - Kazimierz Świtała, polski prawnik i polityk, minister spraw wewnętrznych (1968–1971), członek KC PZPR (1968–1971), szef Kancelarii Sejmu (1972–1986)[29]
- 25 marca
  - Henryk Urbanowski, polski dziennikarz[30]
- 24 marca
  - Karol Dąbrowski, polski reżyser[31]
  - Julian Gbur, polski duchowny katolicki, biskup Lwowa i Stryja[32]
  - Jan Górecki, polski generał brygady, szef Biura Ochrony Rządu w latach 1956–1981[33]
  - Andrzej Horodecki, polski elektrotechnik[34]
  - Mieczysław Porzuczek, polski samorządowiec, poseł na Sejm PRL[35]
- 23 marca
  - Antoni Jurasz, polski aktor[36]
  - Lech Leciejewicz, polski archeolog i mediewista[37]
  - Wolfgang Meyer, wschodnioniemiecki dziennikarz i działacz partyjny, rzecznik rządu NRD (1989–1990)[38]
  - Elizabeth Taylor, brytyjska aktorka, dwukrotna laureatka Oscara[39]
- 22 marca
  - Joseph Macaluso, kanadyjski polityk, deputowany Izby Gmin (1963–1968)[40]
  - Zenon Matlak, polski adwokat[41][42]
  - Janusz Mulewicz, polski aktor, muzyk, kompozytor, popularyzator folkloru warszawskiego, lider Orkiestry z Chmielnej[43]
  - Helen Stenborg, amerykańska aktorka[44]
  - Stanisław Więckowski, polski biochemik i fizjolog roślin[45]
  - Halina Żytkowiak, polska wokalistka śpiewająca w zespołach Meteory, Tarpany, Amazonki, Trubadurzy[46]
- 21 marca
  - Nikołaj Andrianow, rosyjski gimnastyk, wielokrotny medalista olimpijski[47]
  - Loleatta Holloway, amerykańska wokalistka soul i disco[48]
  - Ladislav Novák, czeski piłkarz[49]
  - Pinetop Perkins, amerykański muzyk bluesowy[50]
  - Irena Stasiewicz-Jasiukowa, polska historyk nauki[51]
  - Jarosław Stodulski, polski kardiochirurg[52]
  - Janusz Józef Uthke, polski wojskowy, działacz kombatancki[53]
  - Irena Wollen, polska reżyserka[54]
- 20 marca
  - Augustyn Januszewicz, polski biskup[55]
  - Witold Szymanderski, polski pisarz i dziennikarz[56]
  - Dorothy Young, amerykańska aktorka, asystentka Harry’ego Houdiniego[57]
- 19 marca
  - Alina Brodzka-Wald, polska historyk literatury[58]
  - Wiktor Iluchin, rosyjski polityk, jeden z liderów Komunistycznej Partii Federacji Rosyjskiej[59]
  - Anna Kajtochowa, polska pisarka, poetka, dziennikarka[60]
  - Aleksander Lewczuk, polski specjalista nauk rolniczych, profesor Uniwersytetu Warmińsko-Mazurskiego[61]
  - Zew Wawa Morejno, Naczelny Rabin Polski[62]
  - Werner Remmers, niemiecki polityk, były przewodniczący Maximilian-Kolbe-Werk[63]
- 18 marca
  - Warren Christopher, amerykański prawnik, dyplomata, polityk[64]
  - Antoinette Grimaldi, członkini monakijskiej rodziny książęcej[65]
  - Czesław Grudniewski, polski specjalista w zakresie gospodarki rybackiej i wędkarstwa[66][67]
  - Jet Harris, brytyjski muzyk, basista grupy The Shadows[68]
  - Benon Stranz, polski profesor nauk o górnictwie, wiceminister górnictwa w latach 1974–1978[69]
- 17 marca
  - Ze’ew Bojm, izraelski polityk[70]
  - Michael Gough, brytyjski aktor[71]
  - Tomasz Lis, polski dyplomata, Konsul Generalny Polski w Vancouver[72]
- 15 marca
  - Smiley Culture, brytyjski wokalista reggae[73]
  - Nate Dogg, amerykański wokalista R&B, raper[74]
- 14 marca
  - Annette Bußmann, niemiecka dyplomatka, śpiewaczka operowa (alt), konsul w Konsulacie Generalnym Niemiec we Wrocławiu[75]
  - Joaquim Pinto Correia, portugalski polityk i lekarz, gubernator Makau (1985–1987)[76]
  - Eduard Guszczin, rosyjski lekkoatleta, miotacz kulą, medalista olimpijski[77]
  - Andrzej Weryński, polski inżynier-biomedyk, specjalista w zakresie sztucznych narządów wewnętrznych[78]
- 13 marca
  - Krzysztof Kmieć, polski farmaceuta, artysta plastyk, twórca ekslibrisów[79]
  - Henryk Rochnowski, polski geograf[80]
- 12 marca
  - Ali Hasan al-Dżabir, katarski fotoreporter, pracownik Al-Dżaziry[81]
  - Joe Morello, amerykański perkusista jazzowy, członek The Dave Brubeck Quartet[82]
- 11 marca
  - Józef Boroń, polski uczony, przedstawiciel nauk o zarządzaniu[83]
  - Sławomir Wyszkowski, polski elektrotechnik, kierownik  Oddziału Instytutu Elektrotechniki w Gdańsku[84]
  - Maria Zduniak, polski historyk muzyki, prorektor Akademii Muzycznej im. Karola Lipińskiego we Wrocławiu[85]
- 10 marca
  - Jan Kowalczyk, polski onkolog, założyciel i redaktor "Galicyjskiej Gazety Lekarskiej"[86]
  - Ziemowit Ostrowski, polski działacz żeglarski, prezes Jacht Klubu AZS w Szczecinie[87]
- 9 marca
  - David S. Broder, amerykański dziennikarz, laureat Nagrody Pulitzera[88]
  - Remzi Kolgeci, jugosłowiański polityk i przedsiębiorca, przewodniczący Prezydium Zgromadzenia (prezydent) Socjalistycznej Prowincji Autonomicznej Kosowo (1988–1989)[89]
  - Adam Wolski, polski artysta malarz i rzeźbiarz[90]
- 8 marca
  - Moses Katjiuongua, namibijski polityk, minister w rządzie jedności narodowej Namibii (1985–1986, 1988)[91]
  - Stanisław Mazur, polski uczony, specjalista w dziedzinie inżynierii kolejnictwa, wykładowca akademicki[92]
  - Henryk Rozkrut, polski działacz społeczny, twóca i prezes Stowarzyszenie Rewaloryzacji Zabytków Sakralnych i Ochrony Dziedzictwa Kulturowego w Szczecinie "Katedra"[93]
  - Mike Starr, amerykański gitarzysta basowy grupy Alice in Chains, kompozytor[94]
- 7 marca
  - Stanisław Dąbrowski, polski rysownik, satyryk[95]
  - Lech Jacuński, polski biolog, specjalizujący się w arachnologii, teratogenezie eksperymentalnej i zoologii[96]
- 6 marca
  - Jean Bartel, amerykańska aktorka, Miss America[97]
  - Kazimierz Danek, polski artysta ludowy[98]
  - Stanisław Emich, polski działacz państwowy, wicewojewoda opolski (1973–1979)[99]
  - Janusz Polański, polski pianista i pedagog[100]
  - Ján Popluhár, słowacki piłkarz[101]
- 5 marca
  - Sredoje Erdeljan – jugosłowiański polityk, przewodniczący Rady Wykonawczej (premier) Socjalistycznej Prowincji Autonomicznej Wojwodina (1989)[102]
  - Alberto Granado, argentyński pisarz[103]
  - Robert Kay, australijski rugbysta[104]
- 4 marca
  - Krishna Prasad Bhattarai, nepalski polityk, premier Nepalu[105]
  - Adam Cecot, polski działacz ludowy i kombatancki[106]
  - Charles Jarrott, brytyjski reżyser[107]
  - Lucyna Legut, polska pisarka, malarka i aktorka[108]
  - Simon van der Meer, holenderski fizyk, laureat Nagrody Nobla[109]
  - Johnny Preston, amerykański wokalista popowy[110]
- 3 marca
  - Henryk Baranowski, polski bibliograf[111]
  - James L. Elliot, amerykański astronom, odkrywca pierścieni Urana[112]
  - Thomas Gläser, niemiecki dyplomata, Konsul Generalny Republiki Federalnej Niemiec w Krakowie w latach 2005-2009[113]
  - Irena Kwiatkowska, polska aktorka[114]
  - Bohdan Pociej, polski muzykolog, krytyk i dziennikarz muzyczny[115]
- 2 marca
  - Henryk Filcek, polski geomechanik, rektor Akademii Górniczo-Hutniczej im. Stanisława Staszica w Krakowie[116]
  - Allan Louisy, polityk Saint Lucia, premier Saint Lucia[117]
  - Thor Vilhjálmsson, islandzki pisarz[118]
- 1 marca
  - John M. Lounge, amerykański astronauta[119]
  - Ion Monea, rumuński bokser[120]
  - Lucjan Słowakiewicz, polski bokser[121]
  - Tatjana Szebanowa, rosyjska pianistka, laureatka II nagrody X Międzynarodowego Konkursu Pianistycznego im. Fryderyka Chopina w Warszawie (1980)[122]